# One World, One People
«One World, One People» (с англ. — «Один мир, один народ») — шестой и последний эпизод американского мини-сериала «Сокол и Зимний солдат», основанного на персонажах Marvel Comics Сэме Уилсоне и Баки Барнсе. В этом эпизоде пара справляется с «Разрушителями флагов». Действие эпизода происходит в медиафраншизе «Кинематографическая вселенная Marvel» (КВМ), и он напрямую связан с фильмами франшизы. Сценарий к эпизоду написали Малкольм Спеллман и Джозеф Сойер, а режиссёром стала Кари Скогланд.
Энтони Маки и Себастиан Стэн вновь исполняют соответствующие роли Сэма Уилсона и Баки Барнса из серии фильмов, и главные роли также исполняют Эмили Ванкэмп, Уайатт Рассел, Эрин Келлиман, Джулия Луи-Дрейфус, Дэнни Рамирес, Жорж Сен-Пьер, Эдиперо Одуйе и Даниэль Брюль. Скогланд присоединилась к сериалу в мае 2019 года. Съёмки проходили на «Pinewood Atlanta Studios», в мегаполисе Атланты и в Праге.
Финальный эпизод «One World, One People» был выпущен на «Disney+» 23 апреля 2021 года.

## Сюжет
Сэм надевает новый костюм Капитана Америки, совмещённый с его крыльями из вакандского кейса, полученного от Баки и отправляется в Нью-Йорк. При помощи Баки и Шэрон Картер он намеревается спасти заседание «Всемирного совета по восстановлению» от нападения террористической группировки «Разрушители флагов». Баки преследует часть анархистов, взявших членов совета в заложники. После погони «Разрушители флагов» пытаются взорвать машины с заложниками, но на помощь приходит Джон Уокер, а затем и Сэм, которые помогают Баки спасти членов совета. Шэрон проникает в здание и вылавливает Карли Моргенто. Выясняется, что Шэрон является «Торговцем силой»; она хочет либо вернуть Карли в Мадрипур, либо покарать девушку за предательство. Жорж Батрок угрожает Шэрон раскрытием тайны её личности, но Шэрон убивает его. Сэм старается урезонить Карли, но она пытается драться и направляет на него пистолет, Шэрон убивает её. Сэм выносит тело Карли из здания совета и убеждает его членов отложить голосование и направить усилия на помощь беженцам, за которых погибла Карли. Сэм возрождает память об Исайе Брэдли и настаивает на создании его небольшой статуи в музее Капитана Америка. Тем временем дворецкий Гельмута Земо взрывает машину с другими анархистами, отправленными в плавучую тюрьму «Рафт». Графиня Валентина Аллегра де Фонтейн предоставляет Джону Уокеру новый чёрно-красно-белый костюм и назначает его «Агентом США». Баки рассказывает своему другу Йори Накадзиме, что будучи «Зимним солдатом» он убил его сына, и пытается загладить вину.
В сцене после титров правительство США предоставляет Шэрон Картер помилование и предлагает вернуться в её подразделение «ЦРУ». Выйдя из здания Сената, Шэрон обсуждает с кем-то по телефону доступ к правительственным технологиям и прототипам оружия.

## Производство

### Разработка
К октябрю 2018 года «Marvel Studios» разрабатывала мини-сериал с участием Сэма Уилсона / Сокола (Энтони Маки) и Баки Барнса / Зимнего солдата (Себастиан Стэн) из фильмов Кинематографической вселенной Marvel (КВМ). Малкольм Спеллман был нанят в качестве главного сценариста сериала, который был официально объявлен как «Сокол и Зимний солдат» в апреле 2019 года. Месяц спустя Кари Скогланд была нанята в качестве режиссёра мини-сериала. Скогланд и главный сценарист Малкольм Спеллман, наряду с Кевином Файги, Луисом Д’Эспозито, Викторией Алонсо и Нейтом Муром стали исполнительными продюсерами:15. Сценарий к шестому эпизоду, который называется «One World, One People», написали Спеллман и Джозеф Сойер.

### Сценарий
Соисполнительный продюсер Зои Нейгелхаут обсудила, почему личность Шэрон Картер как Торговца силой была скрыта от Уилсона и Барнса, заявив, что более крупный конфликт и миссия Картер не касались их, поэтому «не было необходимости усложнять её отношения с ними». Нейгелхаут и сценаристы полагали, что было более интересно, чтобы у Картер осталась эта двойственность. Вдохновением для перехода Шэрон от героини к злодейке послужил комикс про Капитана Америку из 1990-х годов, где «Щ.И.Т.» оставил персонажа на морозе в течение многих лет, а затем она вернулась «супер-серьёзной». Когда он распланировал сюжет шоу, Спеллман знал, что Шэрон будет «гораздо более резкой» и мрачной, делая всё, что ей нужно, чтобы выжить после того, как её бросили все учреждения, в которых она работала.
Поскольку действие эпизода в основном происходит в Нью-Йорке, Спеллман изначально хотел включить эпизодическое появление Человека-паука, но Кевин Файги убедил его этого не делать, предупредив его о том, что Человеку-пауку органически нету места в истории и что поэтому он не может поместить в историю всех персонажей, которые ему нравятся.
В конце эпизода название сериала меняется на «Капитан Америка и Зимний солдат». Хотя «Зимний солдат» остаётся в новом названии, Спеллман считал, что Барнс «убил этого дракона», сказав, что к концу сериала Барнс «сбросил бремя Зимнего солдата», нашёл семью с Уилсоном и впервые почувствовал, каково быть героем, полагая, что Барнс «теперь может стать чем-то удивительным». Спеллман надеялся, что зрители «забудут», как появился логотип с названием «как показатель приверженности от Marvel». Название в конце эпизода в какой-то момент было почти озаглавлено «Капитан Америка и Белый Волк», чтобы закрепить переход Барнса от его прошлого в качестве Зимнего солдата к его новому прозвищу Белый Волк после того, как загладил свою вину за свои предыдущие действия, но было решено не быть слишком эмоциональным, и Marvel чувствовала необходимость сохранить оригинальное прозвище персонажа нетронутым. Говоря о сцене после титров, Спеллман сказал, что по ней зрители будут точно знать, «какие только что открылись двери в расширенную вселенную», при этом Ванкэмп отметила, что у Картер «есть гораздо больший план, и он не для всеобщего блага, как это было раньше».

### Подбор актёров
Главные роли в эпизоде исполняют Энтони Маки (Сэм Уилсон / Капитан Америка), Себастиан Стэн (Баки Барнс / Зимний солдат), Эмили Ванкэмп (Шэрон Картер / Торговец силой), Уайатт Рассел (Джон Уокер / Агент США), Эрин Келлиман (Карли Моргенто), Джулия Луи-Дрейфус (Валентина Аллегра де Фонтейн), Дэнни Рамирес (Хоакин Торрес), Жорж Сен-Пьер (Жорж Батрок), Эдиперо Одуйе (Сара Уилсон) и Даниэль Брюль (Гельмут Земо):44:12–44:42. Также в эпизоде появляются Карл Ламбли (Исайя Брэдли), Эми Акино (Кристина Рейнор), Десмонд Чиам (Дович), Дэни Дити (Джиджи), Индиа Басси (ДиДи), Ренес Ривера (Леннокс), Тайлер Дин Флорес (Диего), Элайджа Ричардсон (Элай Брэдли), Чейз Ривер Макги (Касс), Аарон Хейнс (Эй-Джей), Кен Такемото (Йори), Мики Исикава (Лия), Ребекка Лайнс (Этвуд), Джейн Румбауа (Айла), Салем Мёрфи (Лакон), Николас Прайор (Оэзник) и Габриэль Биндлосс (Оливия Уокер):46:42–46:47.

### Съёмки и визуальные эффекты
Съёмки проходили в павильонах студии «Pinewood Atlanta» в Атланте, Джорджия, где режиссёром стала Скогланд, а П. Дж. Диллон выступил в качестве оператора:15. Натурные съёмки проходили в мегаполисе Атланты, включая центр Атланты и район Атлантик-Стейшн, и в Праге. Визуальные эффекты были созданы компаниями «Sony Pictures Imageworks», «Weta Digital», «Digital Frontier», «QPPE», «Stereo D», «Cantina Creative», «Technicolor VFX», «Trixter», «Crafty Apes» и «Tippett Studio»:47:55–48:16. Сцена, в которой Джон Уокер и его жена встречаются Валентиной Аллегрой де Фонтейн в Капитолии США, чтобы де Фонтейн могла обсудить будущее Уокера, была снята в том же месте, где проходило слушание Уокера в предыдущем эпизоде «Правда», поскольку Скогланд отметила иронию в том, что будущее Уокера раскрывается в том же месте, где он предстал перед трибуналом, который лишил его звания Капитана Америки; Скогланд также заявила, что сцена была снята до начала пандемии COVID-19, поэтому она никак не повлияла на съёмки.

## Маркетинг
После выхода эпизода «Marvel» анонсировала товары, вдохновлённые этим эпизодом, в рамках еженедельной акции «Marvel Must Haves» для каждого эпизода сериала, включая одежду, аксессуары, «Funko Pops» и другие фигурки, игрушки, костюмы и тематический набор игры «Монополия», посвящённой Уилсону в качестве Капитана Америки и обновлённым дизайнам для Барнса и Уокера.

## Релиз
Эпизод «One World, One People» был выпущен на «Disney+» 23 апреля 2021 года.

## Отзывы
Агрегатор рецензий «Rotten Tomatoes» присвоил эпизоду рейтинг 69 % со средним баллом 6,79/10 на основе 26 отзывов. Консенсус критиков на сайте гласит: «Пока „One World, One People“ обеспечивает Сэму подходящий финал, его спешка завершить множество линий „Сокола и Зимнего солдата“ может оставить фанатов желать большего — и задаваться вопросом, будет ли второй сезон, чтобы он смог загладить вину».
Алан Сепинуолл из «Rolling Stone» почувствовал, что сериал «расшибся в лепёшку» в «One World, One People», заявив: «Это бардак почти во всех отношениях, даже те части, которые работают, кажутся неторопливыми и незаслуженными, и всё держится в основном на актёрах, а не на повествовании». Говоря об экшене, Сепинуолл сказал, что за ним следить трудно, учитывая, что как его смонтировали, и что большая его часть происходила в тёмном окружении, из-за чего было трудно следить и за ним, и за драками. Сепинуолл описал его как «особый облом» и «визуальную неразбериху», поскольку дебют Уилсона в качестве Капитана Америки должен был стать «триумфальным моментом, демонстрирующим, насколько хорош Сэм в этой роли», и он также раскритиковал костюм Сэма, назвав его «дурацким», несмотря на его достоверность к костюму из комиксов. У Сепинуолла также были претензии к различным антагонистам сериала, думая, что сценаристы ни разу полностью не реализовали мотивы Моргенто, и он был разочарован тем, что Уокер снова стал героем после того, как в прошлом эпизоде его подготовили на роль «захватывающего» второстепенного антагониста. Он также полагал, что большая часть эпизода подготавливала почву для будущего контента КВМ, а не «рассказывала историю этого шоу», аналогично финальному эпизоду «Ванда/Вижна». Мэтт Пёрслоу из «IGN» дал эпизоду 5 баллов из 10, полагая, что эпизод «борется под тяжестью множества нитей», которые сериал должен был завершить, и в результате получилось «хаотичное, неудовлетворительное» завершение. Темп эпизода также был одной из главных проблем эпизода для Пёрслоу, посчитав, что экшен иногда вставал на место более достойных сюжетных элементов, таких как более глубокое исследование Моргенто и Уокера, у которых были «неутешительные роли» в финале. Кроме того, Пёрслоу сказал, что раскрытие личности Картер как Торговца силой и последняя атака Земо на Разрушителей флагов из тюрьмы были незаслуженными. Одним из самых сильных элементов для Пёрслоу было то, что Уилсон стал Капитаном Америкой, особенно его речь перед Советом, которая была «минутой славы» Уилсона, а также то, что Уилсон установил памятник Исайи Брэдли, назвав это «фантастическим заключительным заявлением» для обсуждения расы в сериале.
Как и Сепинуолл, Кристиан Холуб из «Entertainment Weekly» не согласился с изображением Уокера в эпизоде, заявив, что его болтовня с Барнсом после попытки убить друг друга в предыдущем эпизоде доказала, что сериал «на самом деле не знал, что делать с любыми из своих персонажей». «Самой невыносимой частью этого эпизода» была «лекция в стиле Аарона Соркина» от Уилсона, в которой был «странный расовый элемент», поскольку она продолжала тенденцию повествования сериала объяснять вещи, а не показывать их. Холуб считал, что это была одна из причин, по которой Разрушители флагов не нашли отклика от зрителей, поскольку их мотивы были основаны на «монотонной экспозиции и диалогах, которые просто излагали факты, а не показывали нам историю». Хотя Холубу нравился тот факт, что костюм Уилсона был точной копией костюма из комиксов, и ему было приятно видеть, как он летает, держа щит, в конечном счёте он был «разочарован» и «чувствовал себя немного пустым» к концу сериала, дав эпизоду оценку «C».